# Torfowiec pogięty
Torfowiec pogięty (Sphagnum flexuosum Dozy & Molk.) – gatunek mchu z rodziny torfowcowatych. Występuje w Europie i Ameryce Północnej.

## Rozmieszczenie geograficzne
Rozpowszechniony w Europie. W strefie arktycznej nie występuje, choć może być obecny w skrajnie północnych częściach Rosji. W strefie borealnej jest pospolity, zwłaszcza w jej środkowej i południowej części, od Islandii po Norwegię, Szwecję i Finlandię. W północnej części strefy borealnej jest rozproszony, w tym w północno-zachodniej i północno-wschodniej europejskiej części Rosji, aż po Ural. W strefie klimatu umiarkowanego typowego jest szeroko rozpowszechniony, choć nierzadko rozproszony. Występuje na Wyspach Brytyjskich i w północno-zachodniej Hiszpanii na zachodzie, przez kontynentalną, zachodnią i środkową Europę, południowy Półwysep Fennoskandzki, kraje bałtyckie, Białoruś, Ukrainę, po zachodnią i środkową Rosję aż do Uralu na wschodzie. Rośnie również w Karpatach, w tym w Tatrach, a także w Alpach, gdzie osiąga wysokość prawie 2000 m n.p.m. W strefie okołośródziemnomorskiej jest rzadki; podawany jest z kontynentalnych części Portugalii oraz Hiszpanii, zachodnich Alp, Gór Dynarskich oraz Rumunii, Bułgarii i Gruzji. Nie jest znany ze strefy klimatu śródziemnomorskiego.
W Polsce występuje głównie na niżu, choć ma rozproszone stanowiska w całym kraju. Znany jest m.in. z nielicznych stanowisk w Borach Tucholskich. Na obszarach górskich jest bardzo rzadki. Najwyżej położone stanowisko znajduje się w Tatrach na wysokości 1450 m n.p.m.

## Morfologia i anatomia
PokrójTorfowiec mały i smukły (choć niektóre ze źródeł wskazują, że średnich i dużych rozmiarów), tworzący zwarte bądź luźne darnie koloru od zielonego, bladozielonego, oliwkowozielonego do bladoochrowego.
GłówkiPrzeważnie duże, dobrze wykształcone, spłaszczone do półkolistych, zwarte, z krótkimi gałązkami, określane jako przypominające w kształcie węzły lub główkowate kwiatostany koniczyny. Jesienią gałązki anterydialne mogą u osobników męskich mieć pomarańczowobrązowe zabarwienie.
PęczkiZ 4-6 gałązkami. Dwie lub rzadziej trzy gałązki odstające przy główce są krótkie. Dwie lub rzadziej trzy gałązki zwisające są dość smukłe i ciasno pokrywają łodyżkę. Pozostałe gałązki odstające są dość długie, najczęściej powyżej 25 mm, zwężające się ku końcowi. Gałązki zwisające są nieznacznie krótsze.
ŁodyżkiTęgie, mocne, do 1,3 mm średnicy, blade. Kora bardzo słabo wykształcona, nie odróżnia się od cylindra wewnętrznego, który nadaje bladozielony do bladożółtozielonego kolor całej łodyżce. Łodyżki gałązek są wyposażone w parę ułożonych w linii prostej komórek retortowych.
Listki łodyżkoweKrótko trójkątno-językowate, trójkątno-językowate lub trójkątno-jajowate, zwisające i w różnym stopniu przylegające do łodyżki, z tępym i sprawiającym wrażenie nadgryzionego, frędzlowatym wierzchołkiem. Komórki wodne są niepodzielone i bardzo rzadko wyposażone w listewki.
Listki gałązkoweDuże, do 3 mm długości, od jajowatych do szeroko jajowato-lancetowatych lub lancetowatych, a w górnych partiach łodyżek podłużnie lancetowate bądź podłużne, w warunkach suchych pofalowane, nieukładające się w pięć rzędów, lecz poukładane spiralnie. Komórki wodne na stronie grzbietowej są prawie płaskie i przeważnie pozbawione porów, ale mogą mieć szparki resorpcyjne w kątach wierzchołkowych. Po stronie brzusznej są nieznacznie wypukłe i zazwyczaj bez porów. Komórki chlorofilowe w przekroju poprzecznym są trójkątne bądź trapezowe), mogą być tak samo szerokie jak komórki wodne i otwarte na obie strony liścia, nieznacznie szerzej eksponowane na stronę grzbietową. Zdarza się, że komórki chlorofilowe są złączone w pary i wtedy są zdecydowanie grubsze od pojedynczej komórki wodnej.
Gatunki podobneMoże być mylony z torfowcem wąskolistnym (Sphagnum angustifolium). Różni się od niego kształtem listków łodyżkowych. Choć u obu gatunków są tępo zakończone na szczycie, to u torfowca wąskolistnego są szeroko trójkątne, podczas gdy u torfowca pogiętego są najczęściej trójkątno-językowate. U torfowca pogiętego łodyżka, jak i nasady gałązek nigdy nie będą czerwono przebarwione, u torfowca wąskolistnego takie przebarwienie zdarza się dość często. Komórki chlorofilowe listków gałązkowych u torfowca pogiętego są przeważnie duże, trapezowe i otwarte po obu stronach liścia, u torfowca wąskolistnego są małe, jajowato-trójkątne, osiągające wysokość jedynie połowy wysokości komórek wodnych i są zamknięte od strony brzusznej liścia. Istnieje także możliwość pomyłki z torfowcem tępolistnym (S. obtusum), torfowcem kończystym (S. fallax) i torfowcem okazałym (S. riparium).

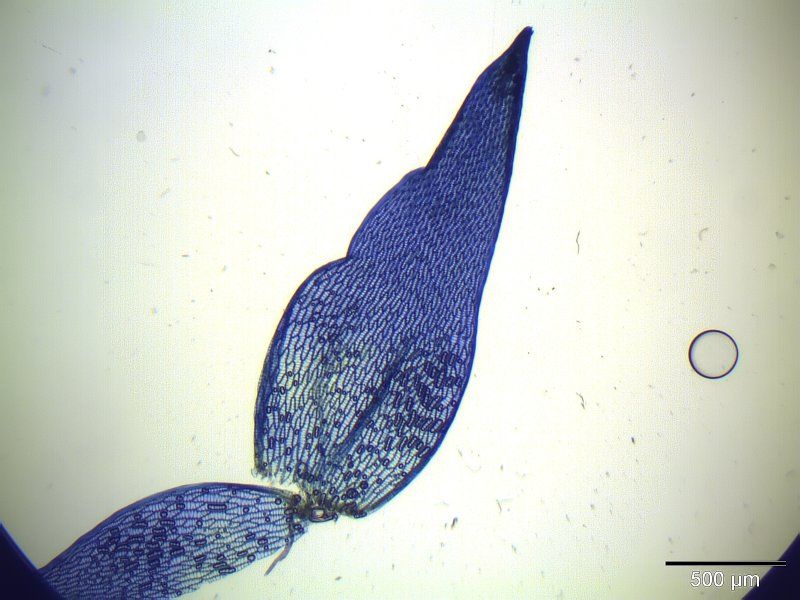
Listek gałązkowy
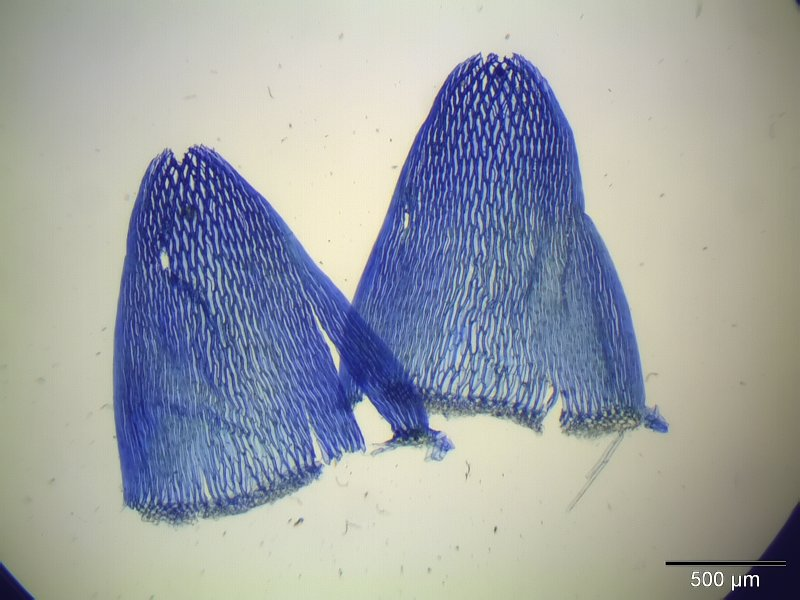
Listki łodyżkowe
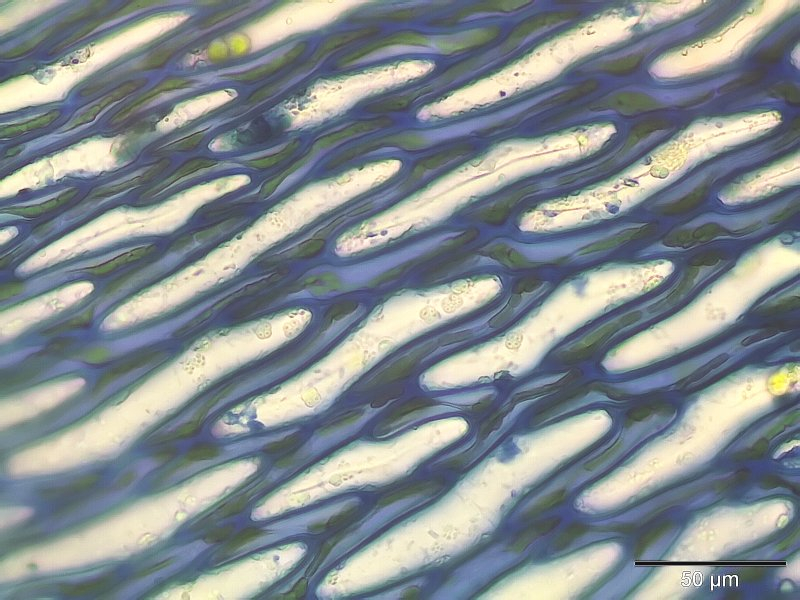
Komórki listka łodyżkowego

## Systematyka i zmienność
Gatunek zaliczany jest do podrodzaju Cuspidata Lindb. Podrodzaj obejmuje przeważnie dużych rozmiarów torfowce hydrofilne o długich łodyżkach, tworzące głębokie i miękkie darnie. W podrodzaju tym najczęściej spotyka się formy zielone i żółtozielone, nieco rzadziej żółte i brunatne, nie występują natomiast formy czerwone.

## Ekologia i biologia
Najczęściej rośnie na torfowiskach niskich i przejściowych, a także w lasach o podłożu torfowym. Toleruje również siedliska związane z działalnością człowieka, jak rowy melioracyjne i brzegi stawów. Występuje często razem z torfowcem wąskolistnym (Sphagnum angustifolium), torfowcem kończystym (S. fallax), torfowcem Lindberga (S. lindbergii), torfowcem okazałym (S. riparium), torfowcem nastroszonym (S. squarrosum) i torfowcem obłym (S. teres).

## Ochrona
Gatunek jest objęty w Polsce ochroną od 2001 roku. W latach 2001–2004 podlegał ochronie częściowej, w latach 2004–2014 ochronie ścisłej, a od 2014 roku ponownie objęty jest ochroną częściową, na podstawie Rozporządzenia Ministra Środowiska z dnia 9 października 2014 r. w sprawie ochrony gatunkowej roślin.